# Archidium ohioense
Archidium ohioense är en bladmossart som beskrevs av W. P. Schimper och C. Müller 1851. Archidium ohioense ingår i släktet Archidium och familjen Archidiaceae. Inga underarter finns listade i Catalogue of Life.